# Рімава
Ріма́ва (словац. Rimava, угор. Rima) — річка в окрузі Рімавска Собота, Банськобистрицький край, центральна Словаччина, притока р. Слана. Серед приток — Фурманець, Люкава, Белінський потік, Тешка.
| Словаччина | Це незавершена стаття з географії Словаччини. Ви можете допомогти проєкту, виправивши або дописавши її. |

| Річка | Це незавершена стаття про річку. Ви можете допомогти проєкту, виправивши або дописавши її. |